# Dos Bocas (Trujillo Alto)
Dos Bocas es un barrio ubicado en el municipio de Trujillo Alto en el estado libre asociado de Puerto Rico. En el censo de 2010 tenía una población de 8632 habitantes y una densidad poblacional de 1.268,2 personas por km².

## Geografía
Dos Bocas se encuentra ubicado en las coordenadas 18°20′58″N 65°59′1″O / 18.34944, -65.98361. Según la Oficina del Censo de los Estados Unidos, Dos Bocas tiene una superficie total de 6.81 km², de la cual 6.72 km² corresponden a tierra firme y (1.26%) 0.09 km² es agua.

## Demografía
Según el censo de 2010, había 8632 personas residiendo en Dos Bocas. La densidad de población era de 1.268,2 hab./km². De los 8632 habitantes, Dos Bocas estaba compuesto por el 80.61% blancos, el 9.14% eran afroamericanos, el 0.38% eran amerindios, el 0.12% eran asiáticos, el 7.58% eran de otras razas y el 2.18% pertenecían a dos o más razas. Del total de la población el 98.26% eran hispanos o latinos de cualquier raza.